# Valaste
Valaste – wieś w Estonii, w prowincji Virumaa Wschodnia, w gminie Kohtla.

## Atrakcje turystyczne
W Valaste znajduje się najwyższy wodospad kraju o tej samej nazwie. Jest to jedną z największych atrakcji turystycznych w całej Estonii. Dlatego miejscowość jest chętnie odwiedzana przez turystów. Przy wodospadzie działa kawiarnia i hostel.